# Gideon Ngatuny
Gideon Ngatuny (10 oktober 1986) is een Keniaans atleet, die is gespecialiseerd in de lange afstand. Hij werd Keniaans kampioen veldlopen.
Op het WK veldlopen 2007 werd hij vierde in de senioren wedstrijd en op het teamkampioenschap werd hij met zijn team wereldkampioen. Een jaar later werd hij nationaal kampioen veldlopen en op het WK veldlopen in Edinburgh behaalde hij een zevende plaats.
Hij komt uit Kilgoris, maar traint bij het Gusii Stadium dat zich in Kisii bevindt. Hij behoort tot de Maasai stam.

## Persoonlijke records
| Onderdeel | Prestatie | Datum         | Plaats   |
| --------- | --------- | ------------- | -------- |
| 5.000 m   | 13.12,62  | 24 juni 2007  | Yokohama |
| 10.000 m  | 27.11,36  | 22 april 2007 | Kobe     |

## Palmares

### 3000 m
- 2006:  International Meeting in Abashiri - 7.56,48
- 2009:  Primo Nebiolo Meeting in Turijn - 7.41,95

### 5000 m
- 2007:  Yokohama - 13.13,06
- 2009:  Hokuren Distance Challenge in Shibetsu - 13.16,78
- 2010:  Hokuren Distance Challenge in Nambu - 13.28,69
- 2011:  Tokai University Time Trials in Kanagawa - 13.32,25
- 2012:  Hokuren Distance Challenge in Fukugawa - 13.32,01
- 2012:  Shizuoka Long Distance Time Trials in Fukuroi - 13.33,18

### 10.000 m
- 2007:  Hyogo Relays in Kobe - 27.11,36
- 2007:  Nittai-Dai in Yokohama - 28.20,41
- 2008:  Hyogo Relays- GP in Kobe - 27.17,91
- 2009: 4e Hyogo Relays in Kobe - 27.45,03
- 2009:  Keniaanse kamp. in Nairobi - 27.44,77
- 2009:  Nittai University Distance Meet in Yokohama - 27.08,32
- 2011:  Hyogo Relays- Asics Challenge in Kobe - 27.49,26
- 2011:  Hokuren Distance Challenge in Fukugawa - 27.43,82
- 2011:  Nittai University Time Trials- Race 6 in Yokohama - 28.25,38
- 2012: 4e Nittai University Time Trials in Yokohama - 28.40,89
- 2012:  Nittai University Time Trials in Yokohama - 28.23,15

### 10 Eng. mijl
- 2008:  Kosa- International Division - 45.15

### halve marathon
- 2008:  halve marathon van Nagoya - 1:00.11
- 2009: 4e halve marathon van Lissabon - 1:00.06
- 2009:  halve marathon van Sapporo - 1:00.39
- 2009:  halve marathon van Nagoya - 59.50
- 2013:  halve marathon van Yamaguchi - 1:01.43

### marathon
- 2012: 22e marathon van Chongqing - 2:17.47

### veldlopen
- 2007: 4e WK in Mombasa - 36.43
- 2008:  Keniaanse kamp. in Nairobi - 38.27,6
- 2008: 7e WK in Edinburgh - 35.16